# Akram Moghrabi
Akram Moghrabi (Beirut, 19 ottobre 1985) è un calciatore libanese, di ruolo ala.

## Carriera

### Club
Ha giocato nel campionato libanese e indiano.

### Nazionale
Ha debuttato in nazionale nel 2009.

## Palmarès

### Club

#### Competizioni nazionali
- Campionato libanese: 4

Nejmeh: 2003-2004, 2004-2005, 2008-2009, 2013-2014
- Supercoppa di Libano: 3

Nejmeh: 2002, 2004, 2009
- Coppa d'Élite libanese: 5

Nejmeh: 2002, 2003, 2004, 2005, 2014
- Campionato indiano di calcio: 1

Churchill Brothers: 2012-2013